# Bus de Instalación Europeo
El Bus de Instalación Europeo (EIB o Instabus) es un sistema domótico abierto descentralizado para gestionar y controlar los dispositivos eléctricos dentro de una instalación. Fue desarrollado por Berker, Gira, Jung, Merten y Siemens AG y hay alrededor de 200 empresas de suministros eléctricos que utilizan este protocolo de comunicación. El EIB permite que todos los componentes eléctricos estén conectados entre sí a través de un bus eléctrico. Cada componente es capaz de enviar comandos a otros los otros componentes, sin importar dónde se encuentren. Una red típica IEB se compone de mecanismos eléctricos tales como interruptores, pulsadores, motores eléctricos, electroválvulas, contactores y sensores.
Este bus eléctrico está hecho de un cable de par trenzado 2x2x0,8mm, que conecta todos los dispositivos dentro de la red. El número máximo teórico de componentes es 57.375.
El sistema EIB fue desarrollado para aumentar el ahorro de energía, la seguridad, la comodidad y flexibilidad.

## Sistema de Control
A pesar de que el EIB es un sistema descentralizado y no necesita ningún cuadro eléctrico o consola de control, es posible implementar un sistema de control basado en un PC para comprobar el estado del dispositivo y enviar comandos manuales o pre-programados para uno o más componentes de la red.

## Convergencia con otras normas
El estándar KNX fue desarrollado como resultado de la convergencia entre EIB, BatiBUS y EHS.